# Georg Kükenthal
Georg Kükenthal  (* 1864 - 1955 ) fue un teólogo, botánico y ciperólogo alemán.
Fue pastor en Grub am Forst, y más tarde en Coburg. En 1913 recibiría un título honorario de la Universidad de Breslau.
Kükenthal fue una notable autoridad en Cyperaceae. En 1909 dividiría el género Carex L. 1753 en cuatro subgéneros: Primocarex, Vignea, Indocarex, Eucarex.

## Algunas publicaciones
- 1936. Cyperaceae-Scirpoideae-Cypereae, etc. Das Pflanzenreich. Hft. 10
- 1913. Kükenthal, G. 'Cyperaceae yunnanenses maireanae
- 1909. Cyperaceae-Caricoideae, etc. En: Engler, HGA ed. DasPflanzenreich: regni vegetabilis conspectus 4(20): 247. Leipzig
- 1905. Kükenthal, G; L Gross. Carex divulsa × remota. Mitteilungen desbadischen botanischen Vereins 207: 74-75

- La abreviatura «Kük» se emplea para indicar a Georg Kükenthal como autoridad en la descripción y clasificación científica de los vegetales.[1]